# ぬこぬこ新撰組
『ぬこぬこ新撰組』（ぬこぬこしんせんぐみ）は、耳式による日本の漫画作品。『月刊COMICリュウ』（徳間書店）にて、2012年7月号より2014年2月号まで連載された。
「新撰組＋アニマル擬人化コメディ漫画」。新撰組を題材とした作品ではあるが、登場する新撰組隊士が全員「猫耳擬人化された」女性であり、史実やそれをもとにした創作での新撰組隊士の特徴は一部しか設定されていない。

## 登場人物

### 新撰組
犬井捨介（いぬい すてすけ） / ジン
本作の主人公。年齢は10歳程度。新撰組隊士見習い。最下層で生きてきた犬族の少年。黒の短髪が特徴。行き倒れていたところを近藤に拾われて隊士見習いとして生きる。普段はまじめで温厚だが、血の匂いや月の光を浴びて心を乱されると豹変する。
終盤では動乱の功労から隊長の地位を与えられるも辞退し、左之助の補佐を務めることを申請した。
原田左之助（はらだ さのすけ）
本作のメインヒロイン。12歳。髪の色は橙色。甘い物と可愛い者が大好き。捨助の前ではお姉さんぶるが、抜けているところもある。根は甘えん坊だが一途。柔術の達人（史実では槍の名手）。
近藤勇（こんどう いさみ）
新撰組局長。新撰組での父親的存在。巨乳。下着は捻り褌。泰然自若として仲間を見守る。
土方歳三（ひじかた としぞう） / 音菜椎子（おとな しいこ）
新撰組副長。19歳。武州出身の元喧嘩屋。喧嘩っ早くて口が悪いが、面倒見が良く正義感が強い。下着のセンスは絶望的らしい。武士道は「拳」であるとしている。その性格が災いして謹慎を食らった際には、斎藤と沖田にメイク改造された。
沖田総司（おきた そうじ）
15歳。生まれついての天才剣士という設定だが、劇中での見せ場は最後までなかった。ダンダラ羽織を着ている。常に笑顔を絶やさないが、場の空気を読んでさりげなく仲間のフォローができる。
永倉新八（ながくら しんぱち）
17歳。眼鏡っ娘。朝には弱く低血圧で冷え性で寝坊助。おバカ。
斎藤一（さいとう はじめ）
撃剣師範。新撰組での母親的存在。27歳。かなりの爆乳。一児の母で故あって家族とは別居している。髪の色は濃い緑色。右目に黒眼帯をしている。武士道は「愛」であると見ている。厳しくも優しい性格である人格者。下ネタ＆セクハラ好きで、捨助を溺愛しており、そのときの行為が卑猥に見られるため、原田から「不良人妻」と呼ばれている。稽古のときは人が変わり、SM女王のような格好で永倉たちを鍛える。新撰組の中では最年長（史実では最年少）。捨介を自分の息子のように可愛がる（あるいは息子に姿を重ねている）。
藤堂平助（とうどう へいすけ）
13歳。髪型は四つ結び。悪戯っ子の元気娘だが結構シャイ。
鬼坂モモヨ（きさか モモヨ）
20歳。懲りずに土方に勝負を挑むならず者。左耳は土方に食われて失っている。最後は土方に新撰組の頓所に投獄されたが、ニート生活を送っていた。今まで働いたことがなく、本人いわく「カツアゲして食いつないできた」とのこと。
鈴木三樹三郎（すずき みきさぶろう）
16歳。犬族である捨介をバカにしていたが、後に趣味を通して和解。
伊東甲子太郎（いとう かしたろう）
18歳。犬アレルギーかつ犬嫌いゆえに、犬族である捨介をバカにしており、捨介を偏見・差別するような洗脳講義をしたりする卑劣な性格。

### 幕府
徳原ヨシノブ（とくわら ヨシノブ）
謹慎を食らった土方が音菜を名乗っておしゃれしていたときに出会ったボーイッシュな少女。

## 書誌情報
- 耳式『ぬこぬこ新撰組』徳間書店〈RYU COMICS〉、全3巻
  1. 2012年12月15日初版発行（2012年11月30日発売）、ISBN 978-4-19-950315-3
  2. 2013年9月1日初版発行（2013年8月12日発売）、ISBN 978-4-19-950350-4
  3. 2014年4月1日初版発行（2014年3月13日発売）、ISBN 978-4-19-950388-7